# Bex
Bex (/be/, toponimo francese; in tedesco Beis, desueto) è un comune svizzero di 7 608 abitanti del Canton Vaud, nel distretto di Aigle.

## Monumenti e luoghi d'interesse

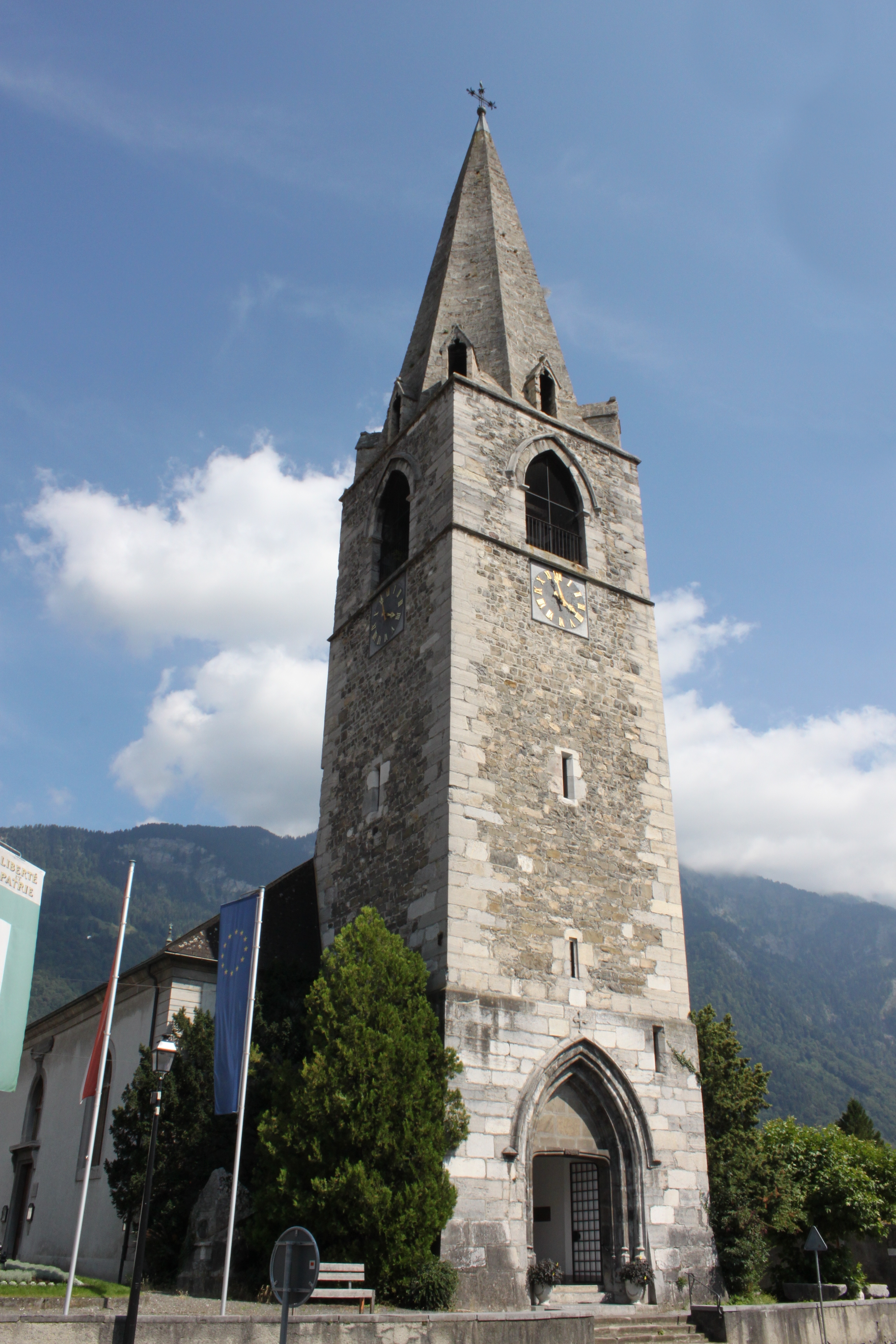
La chiesa di San Clemente

- Chiesa riformata di San Clemente, attestata dal 1193 e ricostruita nel XV secolo e nel 1813[2];
- Chiesa parrocchiale cattolica, eretta nel 1870[2].

## Società

### Evoluzione demografica
L'evoluzione demografica è riportata nella seguente tabella:
Abitanti censiti

## Infrastrutture e trasporti

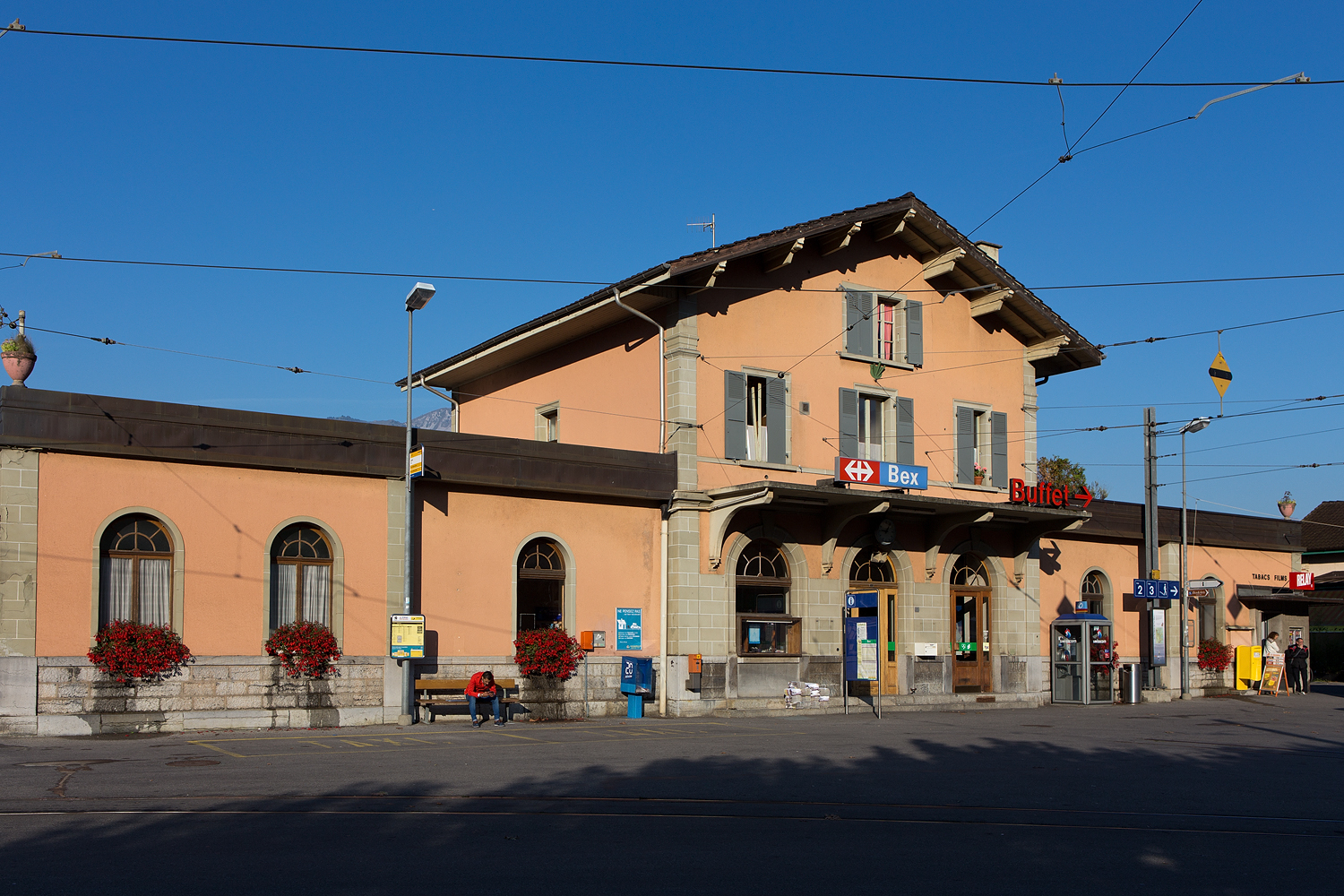
La stazione di Bex

Bex è servito dall'omonima stazione (e da altre secondarie) sulla ferrovia Losanna-Briga, capolinea della ferrovia Bex-Villars-Bretaye.

## Amministrazione
Ogni famiglia originaria del luogo fa parte del cosiddetto comune patriziale e ha la responsabilità della manutenzione di ogni bene ricadente all'interno dei confini del comune.